# Play-House of the Ridiculous
The Play-House of the Ridiculous was een 'underground' theatergezelschap opgericht in 1966 in New York. De drie voornaamste leden van het gezelschap waren John Vaccaro (regisseur), Ronald Tavel (toneelschrijver) en Charles Ludlam (acteur). Tijdens de jaren 1970 was het Playhouse of the Ridiculous meermaals in Nederland en België te zien.

## Ontwikkeling
Het gezelschap debuteerde officieel in 1966 met het stuk The Life of Lady Godiva. Eerder maakte het gezelschap al opvoeringen van de theaterteksten Shower enThe Life of Juanita Castro. Deze teksten waren oorspronkelijk bestemd voor de filmindustrie, nl. voor The Factory van Andy Warhol. Nadat Warhol de teksten had afgewezen besloot het gezelschap ze zelf te gebruiken.
Het theatergezelschap was geen lang leven beschoren. De wegen van de drie voornaamste leden scheidden al snel. Ze bleven allemaal wel actief met het maken van zogenaamd ‘belachelijk’ (ridiculous) theater. Tavel, de toneelschrijver van de groep, verliet het gezelschap nog binnen het eerste jaar om zijn (toneel)schrijfcarrière uit te bouwen. In 1967 regisseerde Vaccaro twee stukken geschreven door een van de acteurs, Ludlam: Big Hotel en Conquest of the Universe.
Maar bij het productieproces van Conquest of the Universe ontstonden er hevige geschillen tussen Vaccaro en Ludlam. Hun opvattingen over theater en hoe dat geregisseerd moest worden verschilden enorm. Kort na deze aanvaring verliet Ludlam het gezelschap. Ludlam richtte zijn eigen theatergezelschap, The Ridiculous Theatrical Group, op en nam een heel aantal acteurs van The Playhouse met zich mee.
Ondanks het feit dat Ludlam Conquest of the Universe geschreven had, behield Vaccaro de rechten op het stuk. Hij kon het dus nog steeds legaal opvoeren. Vaccaro's enscenering van het stuk werd gespeeld in het Bouwerie Lane Theatre met leden van Warhol's Factory (waar het Play-House eerder teksten voor geschreven had), namelijk Mary Woronov, Taylor Mead, Ondine en Ultra Violet.
Na het vertrek van Ludlam ging Vaccaro verder met het gezelschap 'Play-House of the Ridiculous'. Hij bleef producties in hetzelfde genre creëren en voerde ze op in café La MaMa, wat later uitgroeide tot La MaMa Experimental Theatre Club. La MaMa was een 'off-Broadway'-theater in een kelder in Manhattan. Vervolgens vertrok Vaccaro op een lange Europese tournee waarna hij in 1972 de activiteiten van The Playhouse of the Ridiculous stopzette en het gezelschap werd opgedoekt.

## Genre
Het genre van het Play-House of the Ridiculous, en ook van het daarvan afgescheurde The Ridiculous Theatrical Company, is dat van het Theatre of the Ridiculous. Theatre of the Ridiculous begon als een Amerikaanse beweging die ontstond in New York in 1965. Dit nieuwe genre brak resoluut met de toen dominante theaterpraktijken, met name het naturalistische acteren en de realistische settings. Theatre of the Ridiculous werd gekenmerkt door een overdreven acteerstijl, gevatte woordspelingen, seksuele ambiguïteit, flamboyant theatraliteit en een vreemde, camp-achtige smaak met onder andere veel glitter en pluimen.
Meestal wordt er binnen het genre gebruikgemaakt van surrealistische settings en rekwisieten en probeert men bewust verontrustend of choquerend over te komen. Het Ridiculous Theater zorgde er onder meer voor dat een aantal (toen controversiële) zaken zoals homoseksualiteit een plaats kregen in het avant-gardetheater. Zo was "cross-gender" casting veelvoorkomend. Vaak waren de acteurs mensen die niet uit het professionele veld kwamen, maar eerder straatartiesten, zoals bijvoorbeeld drag queens. Het Theatre of the Ridiculous is een mix van burlesque, travestie, populaire cultuur en satire. Vaak uitten dit soort theaterstukken kritiek op de toenmalige maatschappij en de heersende taboes inzake homoseksualiteit.

## Queer
Het Theater of the Ridiculous is het eerste soort theater waar homoseksualiteit expliciet op scène ter sprake kwam. Eerder had alleen de Britse schrijfster Shelagh Delaney in A Taste of Honey (1958) een eerlijke kijk op homoseksualiteit op het toneel gebracht. Zo stond het Theatre of the Ridiculous mee aan die wieg van het Gay Theatre Movement in de VS.
Vóór de jaren 1960 werden homoseksuele mannen dikwijls voorgesteld als mannen met een afwijking, die bovendien enorm verwijfd waren. Lesbiennes werden eveneens beschreven als roofzuchtig en psychisch abnormaal. Maar met de seksuele revolutie en het experimentele 'off-off Broadway' theater kwam daar vanaf eind jaren 1950 verandering in.
In de voorstellingen van The Play-House of the Ridiculous kwamen geregeld personages aan bod die travestierollen speelden. Het gezelschap, en dan vooral toneelschrijver Ronald Tavel, liet de "camp style" helemaal tot uiting komen, waarna het ook buiten het theater erg populair werd.
Vaccaro en Ludlam hadden echter niet helemaal dezelfde opvatting over homoseksualiteit. Ludlam zag het Ridiculous Theater als een toevluchtsoord voor homoseksuelen. Vaccaro vond het theater eerder een plek waar iedereen (zowel homoseksuelen als heteroseksuelen) de kans kreeg mee te spelen in een kitscherige of travestie-opvoering. Vaccaro wilde zich ook niet te expliciet en direct over homoseksualiteit uitspreken, terwijl Ludlam dat net wel wilde doen.

## Invloeden
Theatre of the Ridiculous wordt vaak in één adem genoemd met het absurd theater (van Samuel Beckett). Deze twee soorten theater zijn echter niet helemaal hetzelfde. Zo is absurd theater vaak nog sterk gelinkt aan het realisme, terwijl het Ridiculous Theater zich daar net tegen af zet.
Verder werd het gezelschap ook beïnvloed door de popcultuur, glitter rock en glamour. Andere bronnen waren de gothic novel en het toneelwerk van Shakespeare.
Het gezelschap werd niet enkel beïnvloed, maar oefende zelf ook erg veel invloed uit. Zo heeft Play-House of the Ridiculous ontzettend veel invloed gehad op de gay community in Amerika. Ze hadden eveneens invloed op vele kleine theatergezelschappen die ook onderwerpen als homoseksualiteit wilden behandelen. Naar verluidt zou het ook dankzij Tavels overmatige gebruik van de "camp style" zijn dat dit soort kitscherig en overdreven gedrag populair werd in de jaren zeventig. Zo zou het Play-House of the Ridiculous de grootste inspiratiebron zijn geweest voor de The Rocky Horror Picture Show.

## Producties
- Shower (1965)
- The Life of Juanita Castro (1965)
- The Life of Lady Godiva (1966)
- Boy on a Straight Back Chair (1966)
- Screen Test (1966)
- Indira Gandhi's Darling (1966)
- Kitchenette (1967)
- Big Hotel (1967)
- Conquest of the Universe (1967)
- Moke-eater (1968)
- Monkeys of the Organ Grinder (1969)
- Cockstrong (1969)
- Heaven Grand in Amber Orbit (1969)
- Son of Cockstrong (1970)
- Night club (1970)
- XXX XX (1970)
- heropvoering van Life of Lady Godiva & Life of Juanito Castro (1971)
- The Magic Show of Dr. Magico (1973)
- The Sixty Minute Queer Show (1977)

## Het Play-House of the Ridiculous in de Lage landen
In de jaren 1970 heeft het Play-House of the Ridiculous een lange tour door Europa gedaan onder leiding van John Vaccaro. Het gezelschap kwam daarbij ook in Nederland en België.
- XXX XX (1970) Amsterdam, Nederland
- The Life of Lady Godiva (augustus 1971) Amsterdam, Nederland
- Cockstrong (april 1971) Schaarbeek; Brussel, België en (maart 1971) te Amsterdam, Nederland
- Heaven Grand in Amber Orbit/ Cock-strong (april 1971) Schaarbeek, België
- The Magic Show of Dr. Magico (juni 1973) Amsterdam, Den Haag en Utrecht in Nederland
- The Sixty Minute Queer Show (juli 1977) Winschoten, Nederland
- The Sixty Minute Queer Show (september en oktober 1977) Drachten en Amsterdam, Nederland